# Geuzen- en Statenkwartier
Het Statenkwartier in Den Haag is de naam van een wijk en tevens de (verkorte) naam van de wijk Geuzen- en Statenkwartier die grotendeels tot stand kwam tussen 1890 en 1915. Bouwondernemer Adriaan Goekoop zag in 1895 kans om 73 hectare duingrond ten westen van de Scheveningseweg te kopen van prinses Sophie, groothertogin van Saksen-Weimar. Samen met notaris Solko J. van den Bergh, die grond bezat ten noorden van het huidige Frankenslag, diende Goekoop in januari 1898 bij de gemeente een stratenplan in voor wat het grootste deel van het toekomstige Statenkwartier zou gaan vormen. Directeur Gemeentewerken ir. I.A. Lindo had al in 1895 een uitbreidingsplan voor dit gebied gemaakt, maar omdat de gemeente de grond niet in bezit kreeg, waren de grondeigenaren nu aan zet om een plan in te dienen. Hun stratenplan moest wel de goedkeuring van de gemeenteraad krijgen, en daarbij speelde Lindo als adviseur alsnog een rol. Lindo benadrukte de eisen die het verkeer stelde. Op zijn aandringen kwam er bijvoorbeeld een 22 meter brede verbindingsweg tussen Duinoord en het Frankenslag: de Aert van der Goesstraat en Frederik Hendriklaan.  
Nadat het waaiervormige stratenplan voor het Statenkwartier op 29 augustus 1899 door de gemeenteraad was vastgesteld, kwam de bouw van vooral herenhuizen goed op gang. Kenmerkend zijn de grote, pleinachtige kruisingen, en het veelvuldig voorkomen van art-nouveau-bouwkunst. De oudste vermelding in Delpher van de naam Statenkwartier voor de wijk is op 14-2-1906. Aanvankelijk werd de wijk ook wel Nieuw Scheveningen of Stadhouderskwartier genoemd. Het Statenkwartier behoort tot het stadsdeel Scheveningen. 
De wijk ligt vlak bij de haven, met aan de noordwestkant de Westduinweg en aan de zuidoostkant de wijken Zorgvliet en Duinoord. Aan de noordoostkant loopt de Scheveningseweg en aan de westkant de Van Boetzelaerlaan. 

## Geuzenkwartier
Het bij deze wijk behorende Geuzenkwartier bestaat uit een driehoek tussen de Van Boetzelaerlaan, de Westduinweg en de Kranenburgweg. Deze buurt bestaat hoofdzakelijk uit kleine huizen van rond 1910-1915 en beslaat ook het in 1888 aangelegde Verversingskanaal (ook wel Afvoerkanaal).
Verantwoordelijk voor de transformatie van duingrond naar straten en huizen die het Geuzenkwartier gingen vormen, was de Maatschappij Zandoord. Hun plan voor de aanleg van straten bevatte vele straten van slechts 9 meter breed en werd in de zomer van 1905 ingediend. De Maatschappij Zandoord sprak het voornemen uit uitsluitend arbeiderswoningen te bouwen, waaraan in Scheveningen grote behoefte was. Tijdens de bespreking in de gemeenteraad raadde wethouder Bevers een amendement af dat de bouw van arbeiderswoningen verplicht zou stellen en daaraan voorwaarden zou verbinden. Volgens de wethouder zouden de woningen bereikbaar zijn voor brievenbestellers, politieagenten en brandweerlieden. De raad stelde het plan op 6 juli 1905 vast.
De naam 'Statenkwartier' komt van de benaming Staten van het oude dagelijks bestuur van het Gewest Holland in de zeventiende en de achttiende eeuw. De meeste straten zijn vernoemd naar Hollandse politici van de zeventiende eeuw. In het 'Geuzenkwartier' zijn de meeste straten genoemd naar strijders uit de Tachtigjarige Oorlog, waaronder vele Geuzen, zoals Lumey, Boisot en Sonoy.
In het Statenkwartier ligt een bekende lange winkelstraat, de Frederik Hendriklaan, in de volksmond 'De Fred' genoemd.
De wijk grenst aan de wijken Zorgvliet, Duinoord, Vogelwijk, Scheveningen, en Van Stolkpark en Scheveningse Bosjes.
In de oorlogsjaren werd een deel van de wijk afgebroken door de Duitsers om plaats te maken voor verdedigingswerken, de Atlantikwall, tegen een mogelijke geallieerde inval. Op de plaats van die verdedigingswerken zijn na de oorlog onder andere de Johan de Wittlaan en de President Kennedylaan aangelegd, alsmede een aantal kantoorgebouwen en scholen. Tegenwoordig wordt de wijk grotendeels bevolkt door expats, die veelal werkzaam zijn bij de internationale instellingen die zich in of vlak bij de wijk bevinden, zoals OPCW en Europol.
Het Statenkwartier (inclusief Geuzenkwartier) is sinds 1996 rijksbeschermd stadsgezicht van Den Haag.

## Bekende bewoners van het Geuzen- en Statenkwartier
- Oud-burgemeester Jozias van Aartsen
- Oud-Europarlementariër Wim van de Camp
- Oud-vicepresident van de Raad van State Piet Hein Donner
- Schrijver Tomas Ross
- Journalist Hans Goslinga
- Oud-minister Willem Vermeend

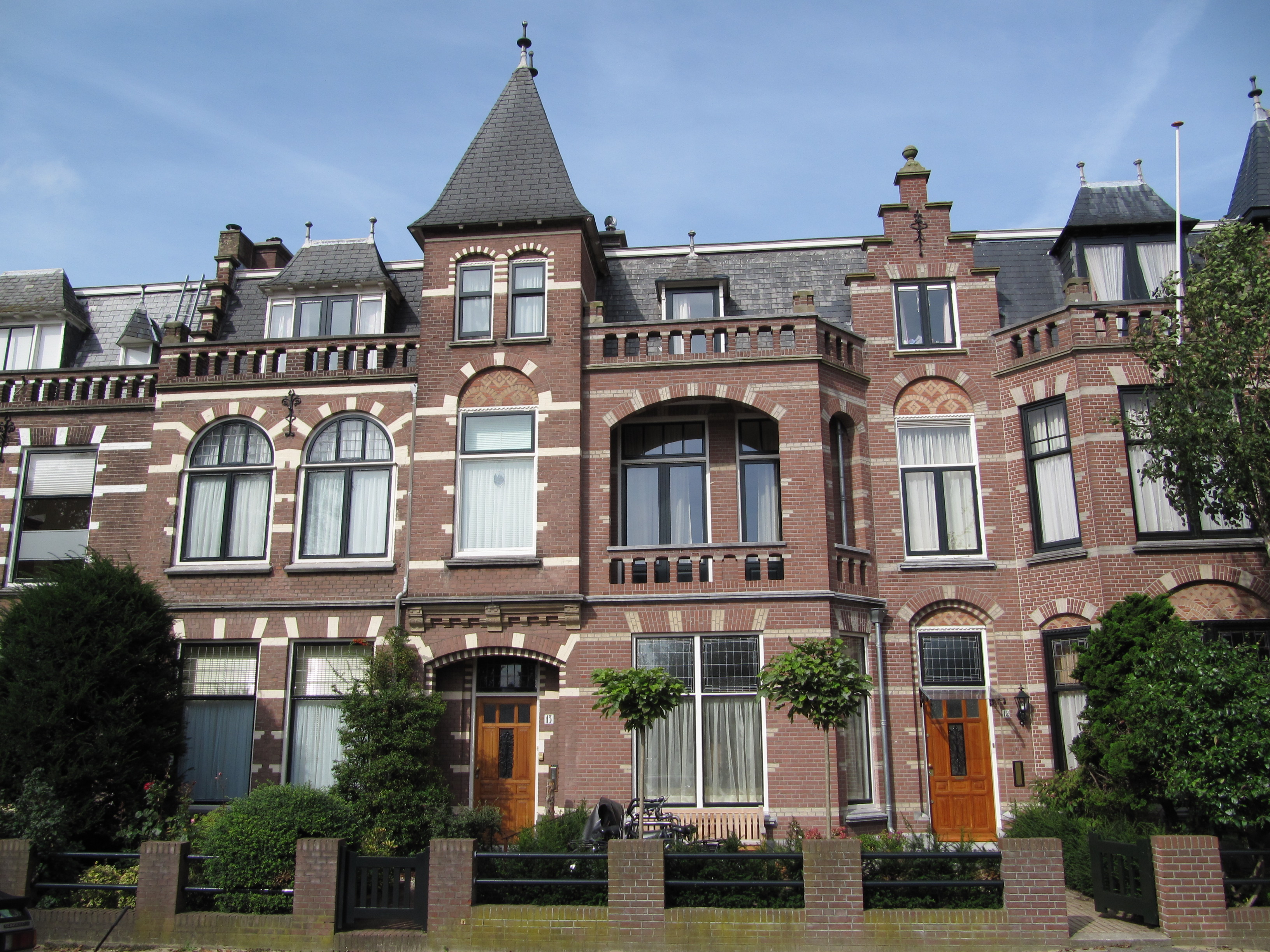
Statenplein 13 (1902)
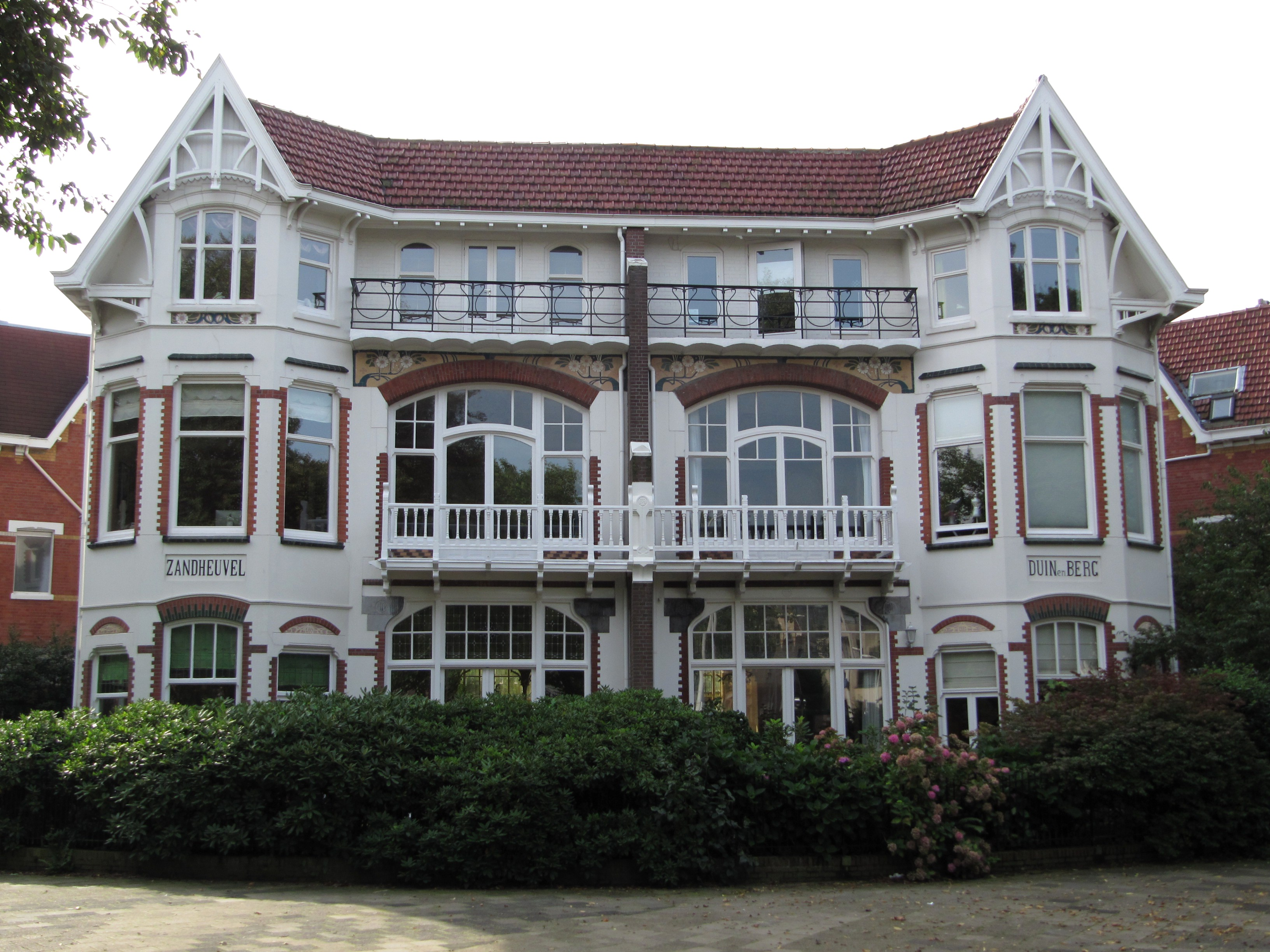
Johan van Oldenbarneveltlaan 74 / Frederik Hendriklaan 2 (1903)
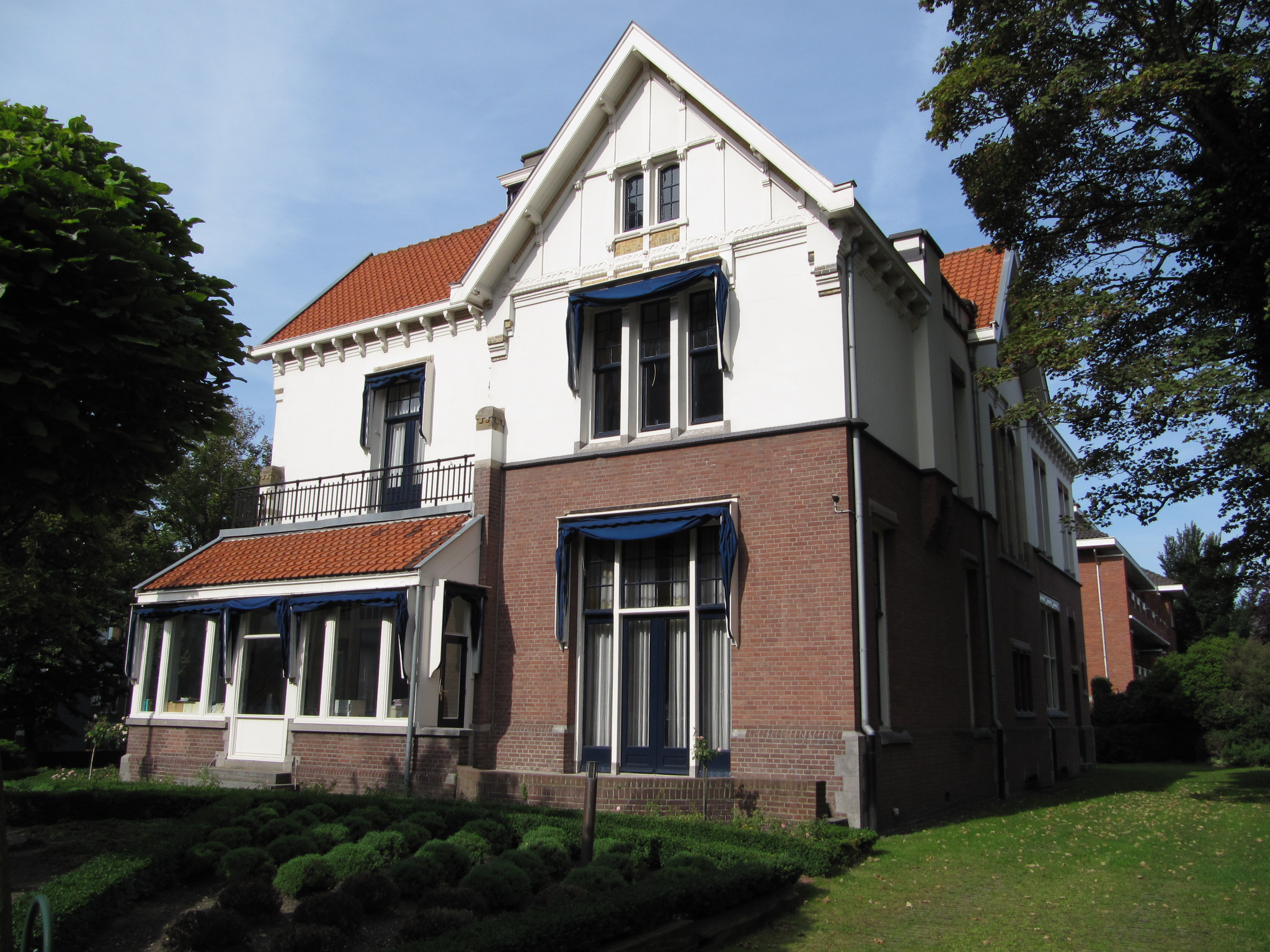
Prins Mauritslaan 1 (1903)
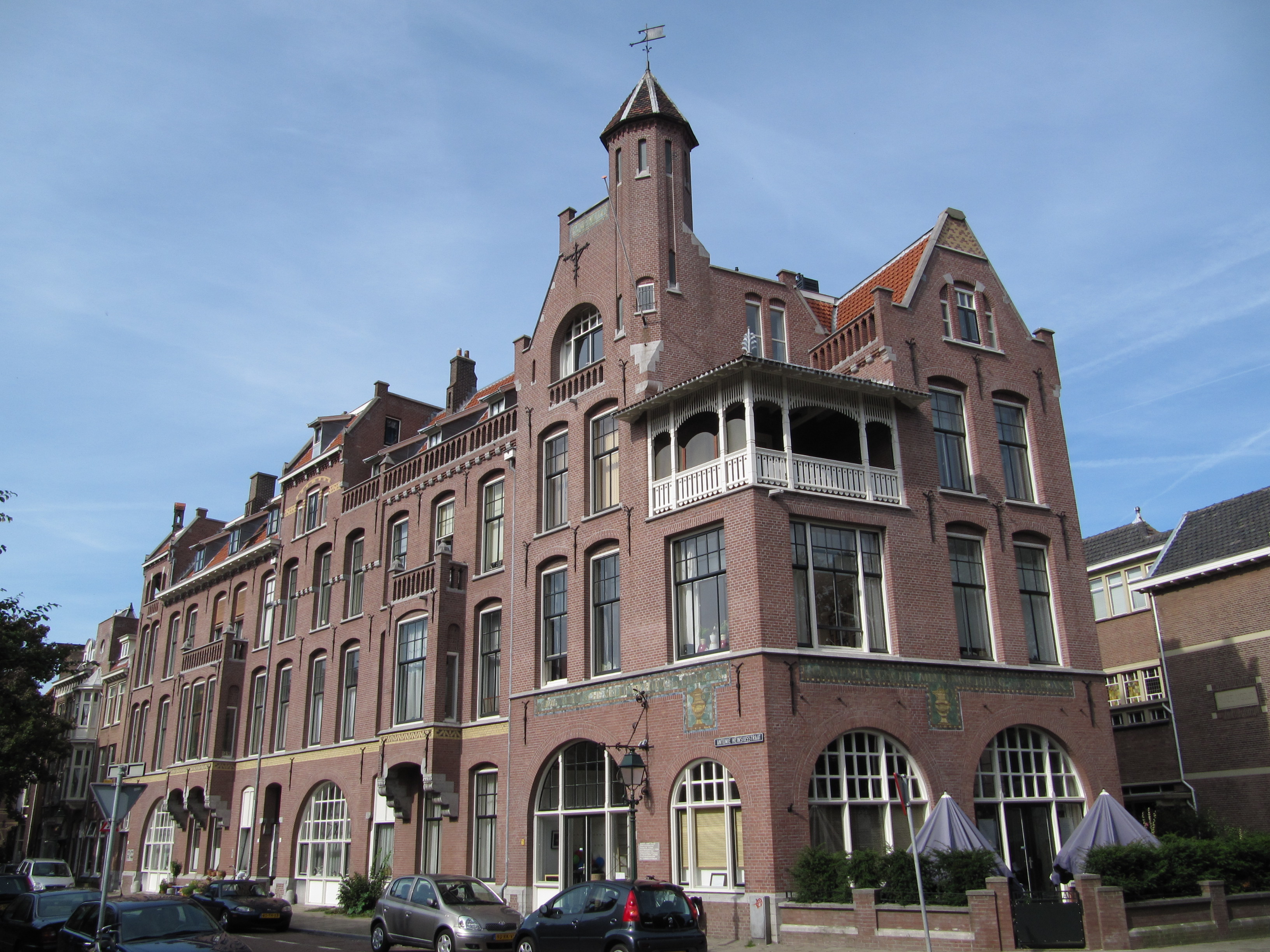
'De Sierkan', Antonie Heinsiusstraat 3-9 (1904)

## Rails
De eerste railverbinding met de wijk was de HIJSM-stoomtram van station HS naar Scheveningen in 1886. Deze reed tot 1925, en werd daarna omgebouwd tot de eerste elektrische sneltramlijn in Nederland. Deze kreeg nummer 11 en rijdt 95 jaar later nog steeds ongeveer dezelfde route en met hetzelfde nummer. In 1904 bereikte de eerste paardentram de wijk; lijn C kwam via de Stadhouderslaan en had een grote keerlus op het Statenplein. In 1906 werd dit de elektrische lijn 10, die wel anders reed dan de paardentram, en die bleef tot in 2013 in de wijk komen. Overige voormalige elektrische tramlijnen in de wijk zijn A, 1, 2, 7, 13, 14, 21 en vanaf 2022 lijn 16. In 1912 komt tramlijn 13 de wijk in, via Groot Hertoginnelaan, 2e Sweelinckstraat, Jacob Gilles straat, Frederik Hendrikplein, Frederik Hendriklaan en Statenlaan. Dit hoge nummer moet voorrang verlenen aan alle lagere lijnen onderweg. Dat geeft zoveel vertraging dat uiteindelijk in 1916 lijn 13 wordt omgedoopt in lijn A. Die heeft voorrang op alle andere. Als in 1927 de eerste lijn 1 wordt opgeheven geeft de HTM dit nummer door aan lijn A, waarmee deze unieke aanduiding verdwijnt. De route in de wijk blijft steeds ongewijzigd. In 1922 gaat lijn 7 rijden via 2e Sweelinckstraat en Stadhoudersplein. In 1928 neemt lijn 21 deze route over, en in 1937 werd dit lijn 2 (2e). Lijn 2 sneuvelt in 1942 en keert na de oorlog niet terug. In 1921 komt lijn 14 er bij , via Frankenslag, Frederik Hendriklaan, Statenlaan, Statenplein, Stadhouderslaan. In 1966 werd deze lijn opgeheven. Lijn 10 (1e) reed deze route tussen 1906 en 1926. Lijn 10 (2e) reed tussen 1927 en 1943 via Kranenburgweg, Willem de Zwijgerlaan, Statenplein en Stadhouderslaan. In 1948 kwam de keerlus via Stadhouderslaan-Frederik Hendriklaan-Prins Mauritslaan-Doornstraat-Statenlaan in gebruik; die zou tot 2021 dienst doen. Van 1992-1995 reed hier ook lijn 8 en van 1995-2001 lijn 7. Na de omzetting van lijn 10 in een spitslijn in 2003 reed hier ook lijn 17. In 2013 werd lijn 10 opgeheven en in 2016 werd lijn 17 vervangen door lijn 16. Aangezien lijn 10 de eerste was in 1906, heeft de Frederik Hendriklaan (deels) dus 115 jaar tramverkeer gekend. Vanaf 8 juli 2023 bedient lijn 17 de wijk weer in plaats van lijn 16 en is de lus vervangen door een kopeindpunt.